# Professor Charles Xavier
Charles Francis Xavier, conhecido como Professor X, é um personagem de quadrinhos da série X-Men, criado por Stan Lee e Jack Kirby, aparecendo pela primeira vez em Uncanny X-Men #1 (1963). Mutante, Xavier foi considerado um dos mais poderosos psíquicos do universo Marvel, tendo perdido seus poderes recentemente. Mentor e fundador dos X-Men, foi o primeiro a tomar como missão de vida o sonho de "convivência pacífica entre humanos e mutantes", sonho que tem influenciado quase todos os heróis mutantes da Marvel.
A aparência do personagem foi inspirada no ator Yul Brynner, na fase escrita pelo roteirista Chris Claremont, teve sua personalidade calçada em Martin Luther King, Jr..

## Biografia ficcional do personagem

### Infância
Antes mesmo de nascer, quando ainda estava sendo gerado no útero de Sharon Xavier, Charles teve que enfrentar um Mummundrai - parasitas sem corpo que tentam consumir o feto – e Xavier instintivamente o detém psionicamente em seu primeiro ato consciente.
Seu pai, Brian Xavier, um renomado cientista e sua mãe pertenciam a uma família aristocrática tradicional. Ainda era uma criança quando seu milionário pai morre em circunstâncias suspeitas vítima de um acidente de trabalho em Alamogordo. A mãe, viúva, se casa com Kurt Marko, companheiro de trabalho do marido morto. Com essa união, Cain Marko (depois conhecido como Fanático) passa a ser seu irmão.
Xavier se torna amigo de Carter Ryking (o Hazard), cujo pai também trabalhava em Alamogordo, Novo México. As duas crianças foram submetidas a testes pelo Dr. Milbury, que nada mais era que o Sr. Sinistro,que já sabia que as duas crianças eram mutantes.
Começa a ter crises de dor de cabeça quando as manifestações de seu poder começam a aparecer, sentiu sua mente recebendo pensamentos de milhões de pessoas de todo o mundo simultaneamente. Isso era mais do que ele poderia suportar, e o jovem Xavier foi forçado a aprender a bloquear seus poderes mentais para não enlouquecer. Seu padrasto espancava sua mãe constantemente e, muitas vezes, fazia o mesmo com Cain e Charles. Anos depois sua mãe morreu.
Com o passar dos anos e a evolução de seus dons mutantes, o jovem Charles passa a ter queda de seus cabelos como efeito colateral de seus poderes, descobriu que Kurt forjou o acidente que matou seu pai e que casou com sua mãe apenas pela fortuna. No momento da morte de Kurt Marko, o padrasto pede perdão a Charles. Cain redobra o ódio por Charles por culpá-lo pela morte do pai. Ainda bastante jovem Xavier já se encontrava totalmente calvo.

### Guerra da Coreia
Conheceu Moira quando fazia seu mestrado. Viveram uma forte paixão durante anos e pretendiam-se casar, até que foi recrutado pro exército e participou da Guerra da Coreia. Durante a guerra, Charles sofre ao captar tanta dor e desespero com sua telepatia, aprendendo assim a gerar fortes defesas mentais para bloquear os pensamentos a sua volta.
Seu irmão Cain também tinha sido convocado, Cain foi atraído por uma caverna em Camboja pelo chamado do demônio Cyttorak, se afastando de sua tropa, Charles havia ido atrás, mas não consegue impedi-lo. O cristal transforma seu irmão em Fanático. Na verdade, o cristal queria atrair Charles Xavier e sua poderosa mente e não Cain. A caverna desmorona em Cain, Xavier não o resgata achando que estava morto.
Quando estava no hospital se recuperando de uns ferimentos de batalha, recebeu uma carta de Moira desmanchando o noivado pois tinha retornado a um antigo namorado, Joe Mactaggert. Moira alegou que precisava de alguém como ela. No fundo, Charles se questiona se ela não estava se referindo ao fato dele ser mutante.

### Longa viagem pelo mediterrâneo
Abalado com o fim do namoro, viajou o mediterrâneo até chegar à ilha de Kirinos onde se recuperou da dor da perda.
Tempos depois continuou sua viagem solitária indo para o Cairo. Lá Ororo Munroe, uma menina que futuramente seria conhecida como Tempestade, tentou roubar-lhe a carteira. Ao usar seus poderes mentais na menina, foi interceptado mentalmente por Amahl Farouk (o Rei das Sombras), líder dos ladrões do Cairo, que o desafiou a um duelo mental. Xavier o derrota, prendendo sua mente no plano astral. Foi o primeiro vilão mutante que encontrou. A partir dali descobriu que os objetivos principais de sua vida eram fazer com que humanos e mutantes convivessem pacificamente e proteger o mundo de pessoas como Farouk.
Em Israel, passa a trabalhar numa clínica psiquiátrica, foi apresentado pelo Psiquiatra Dan Shomrom à Eric Magnus, o futuro Magneto, um voluntário na recuperação dos sobreviventes dos campos de concentração alemães. logo se tornam grandes amigos, pois havia uma identificação grande entre eles e seus ideais mas, a vida sofrida de Eric faz com que ele ache impossível a coexistência pacifica entre humanos e mutantes, e nisso Charles discorda. Além de Magnus, Charles conhece Gabrielle Haller, uma menina em estado catatônico causado pelos traumas da guerra. Ele, ao usar secretamente seus poderes mentais, consegue livrar a garota da catatonia, a amizade com a garota com o tempo se torna um romance, romance esse manipulado mentalmente pelo ainda desolado Xavier. Gabrielle fica grávida sem Charles saber, e tem David Haller, futuramente conhecido como Legião.
Depois, atravessou Tibete, onde lutou em uma caverna com um alienígena chamado Lúcifer, que o deixou paralítico esmagando suas pernas com uma rocha. Xavier pediu ajuda mentalmente a uma jovem chamada Tessa (futuramente conhecida como Sábia) e a guiou até as profundezas deste local, onde ela o encontrou e a ajudou.
Xavier imediatamente sentiu que a garota era uma mutante como ele e explicou para ela o que isso significava. Durante sua jornada pelas montanhas em busca de um hospital, a jovem Tessa e o ferido Xavier conhecem Sebastian Shaw.
Foi levado para um hospital na Índia onde passou a fazer fisioterapia para suas pernas. Se apaixonou pela enfermeira norte-americana Amelia Voght, também mutante e passaram a morar juntos. Obcecado com a ideia de ajudar os mutantes, começou os primeiros projetos para a criação do Cérebro, computador criado para ampliar a telepatia com intuito de detectar mutantes. Quando finalmente voltaram aos os Estados Unidos, defendeu sua tese se tornando Doutor em genética avançada. Utilizou a mansão de sua família para morar e formar uma escola para mutantes desenvolverem seus poderes. Porém, Amélia era contra a criação de um grupo mutante e, durante suas discussões, ela resolve terminar o namoro. Desesperado, Charles tenta forçar telepaticamente que aceite seu ponto de vista, porém se conteve a tempo. Amélia, ao perceber o que Charles tentou fazer, parte indignada. A partir daí Xavier percebe a importância de não interferir nos pensamentos alheios. Passa a respeitar a privacidade e a liberdade de pensamento.

### Criação dos X-Men
Forma os X-men com seus 6 primeiros jovens estudantes: O primeiro a ser convocado foi Scott Summers, o Ciclope; O mais novo era Bobby Drake, conhecido como Homem de Gelo; Chery, conhecida como Sereia, filha adotiva de Xavier,além de Mercenária; Warren Worthington, o Anjo, um jovem alado que já se aventurava como herói; o mais velho de todos, o já universitário Hank McCoy conhecido como Fera; e Jean Grey, uma jovem que apesar de ter sido sua primeira estudante foi a última a ser convocada como X-men. Com o grupo formado sua primeira missão foi enfrentar o antigo aliado de Xavier, Magneto, que estava atacando a base americana de Cabo Cidadela.
Porém Chery acaba deixando os X-men para continuar com os seus sequestros e roubos.Ao contrário do que todos pensam Charles não deixou de gostar de sua filha, Apesar de ter características e princípios diferentes de seu pai, Chery apenas sentia raiva dos humanos pelo seu passado, mesmo assim era considerada uma " Anti-Heroi" mas nunca negou ajuda aos X-men.
Por obra do destino, além de Magneto - que tinha recrutado também uma equipe de mutantes, a Irmandade de Mutantes -, os X-Men acabaram enfrentando outros de seus antigos desafetos como Lúcifer e Fanático; este último deixando seus alunos bem feridos. Isso fez com que Charles se questionasse se o que estava fazendo com esses jovens era mesmo o certo a fazer.
O grupo era mantido de forma sigilosa, a humanidade não tinha conhecimento da raça mutante e Xavier, apesar de respeitar a mente alheia, muitas vezes apagava a memória relativa ao conhecimento do grupo quando alguém que representasse perigo descobria. Aos poucos Charles abandona essa tática pois além de não ser ética era cada vez mais inevitável que chegasse aos conhecimentos da humanidade.
Xavier descobriu que a Terra seria alvo de uma invasão dos alienígenas Z’Noxx e trocou de lugar com o vilão arrependido Morfo (Conhecido por muitos como Changelling) que assumiu o seu papel enquanto Xavier se escondia no subsolo da mansão com a finalidade de se isolar e preparar uma defesa para a Terra sem intromissões. A única que sabia dessa troca era Jean Grey. Mas Morfo foi morto durante uma batalha e Jean teve que manter o segredo fazendo todos acreditarem na morte do Professor.
Quando os Z´noxx resolveram atacar a Terra, finalmente o Professor Xavier se revelou.
Quando os X-Men foram capturados pela ilha mutante Krakoa, Xavier convoca os mutantes treinados por Moira Mactargget para resgatá-los. Mas a equipe toda é dada como morta na missão. Xavier e Moira escondem o acontecido de todos inclusive de que um dos integrantes era Gabriel Summers (o Vulcano), irmão de Destrutor e Ciclope. Xavier então convoca uma nova equipe de mutantes que ele acompanhava, composta de mutantes de várias partes do mundo. Esta equipe que, entro outros, continha Wolverine, Colossus, Tempestade e Noturno consegue derrotar Krakoa e resgatar os X-Men originais.
Xavier começa a ter pesadelos e visões sombrias sobre galaxias muito distantes e seres espaciais em guerra. Era a princesa dos Shia’rs conhecida como Lilandra Neramani tentando entrar em contato com ele. Até que um dia ela se materializa para ele e diz que, mesmo sem conhecê-lo, existe um vínculo psíquico entre eles desde o dia que Xavier uniu a mente de todos os habitantes da Terra para evitar o ataque Z’Noxx. Os dois se apaixonam, o amor deles transcendia qualquer distancia.
Acreditando que seus X-Men estavam mortos numa aventura no espaço, Charles reune um grupo de mutantes adolescentes e forma os Novos Mutantes.

### Voltando a andar
Foi infectado pela Ninhada, e para impedir que ele fosse permanentemente dominado pela raça alienígena, foi enviado para a galáxia Shiar. A imperatriz Lilandra Neramani ordenou que Sikorsky e a Dra. Moira MacTaggert realizassem todos os esforços para salvar a mente de Xavier que ainda vivia num corpo da Ninhada. Assim, foi criado um clone mais novo, e sua mente foi transferida para o novo corpo. Dessa forma o mentor dos X-Men e Novos Mutantes foram salvos, e seu novo corpo guardava uma surpresa, ele podia andar. A partir de então, passou a ser mais atuante na equipe, participando das missões em campo.
Charles descobre que tem um filho, porém não teve muita facilidade de tratá-lo como tal. David Charles Haller, ou Legião, sofria de múltiplas personalidades. O jovem entra no difícil processo de reintegração de sua personalidade e de cura de todos seus transtornos psicológicos. Professor promete nunca mais abandoná-lo, porém não cumpre a promessa.

### No espaço
Ao ser ferido gravemente, Lilandra e os Piratas Siderais o levam para o espaço para ser curado por Sikorsky e, devido a um romance com Lilandra e por acreditar que era mais necessário em Shiar do que na Terra, Charles permaneceu por um longo tempo ausente, ao lado dos Piratas Siderais na luta para recuperar o trono do império Shiar que Lilandra perdeu.
Nesse período a escola ficou sob a direção de um regenerado Magneto. Essa foi uma época negra para os mutantes. Sem o professor, os X-Men e os Novos Mutantes passaram por muitas dificuldades e algumas mortes.
Poucas notícias se tem de Xavier neste longo período que passou no espaço, até que os X-Men o reencontram ao salvar o império Shiar de uma invasão Skrull.

### De volta a cadeira de rodas
Os X-Men revelaram ao Professor que a Terra estava sendo dominada pelo Rei das Sombras, que havia se apossado do corpo de Legião. Assim, Charles retornou ao planeta com os X-Men e com a ajuda do X-Factor enfrentaram todos a terrível ameaça. Em um dramático combate no plano astral, a coluna do professor foi fraturada pelo Rei das Sombras e ele voltou a ficar paralítico, mas o sacrifício salvou a todos da ameaça.
Com o retorno de Charles Xavier na liderança, os X-Men se fortaleceram novamente e foi dividido em duas equipes: A equipe azul e a dourada.

### Massacre
Vários confrontos com Magneto se seguiram, até que Charles resolveu dar um fim definitivo ao ciclo e atacou a mente de Magneto eliminando sua consciência.
Esse ato teve sérias consequências na mente de Xavier: Causou o surgimento de um lado negro do professor. Essa personalidade maligna se intitulou Massacre e causou muita destruição, só sendo detido com a separação física de Xavier e o sacrifício dos Vingadores, Quarteto Fantástico e outros heróis. Querendo se redimir, Xavier se entregou à Val. Cooper pesquisar sobre o Massacre mas sua custódia foi transferida à Bastion e sua Operação Tolerancia Zero (OTZ) fazendo-o ter um tratamento bem diferente do que imaginou. Enquanto estava encarcerado, os bancos de dados dos X-men foram roubados pela OTZ. Xavier é resgatado pelos X-men.
Para espanto de todos, Xavier revela em rede nacional, que é um mutante e que a Escola Xavier é dedicada a treinar mutantes.
O que ninguém sabia era que estava possuído pela sua mummundrai que enfrentou ainda no útero, que se auto-denomina Cassandra Nova. De posse da mente mais poderosa do planeta, Cassandra parte para o espaço com o audacioso plano de dominar o imperio Shiar e retornar  com o Guarda Imperial para destruir todos os mutantes da Terra. Enquanto isso a mente de Xavier estava presa no corpo de Cassandra que ela mesmo gerou uma coleção de doenças degenerativas para matá-lo em questão de dias. Antes que o corpo morresse Jean e Chery distribuiram a mente de Charles em todos os mutantes da Terra com a ajuda de Cérebro. Cassandra, ao usar a cérebra para matar os mutantes, tem a surpresa: é bombardeada com a mente de Xavier que toma seu corpo de volta e agora podendo andar pois o recém alistado Xorn “cura” Xavier – na verdade, ele usou nano-robôs para sustentar a coluna dele. Quando Xorn revela ser Magneto que se passava por Xorn se passando por Magneto, ele desativa os nano-robôs e Charles mais uma vez está incapacitado de andar; “Xorneto” assassina Jean Grey e tenta matar Chery mas em seguida é decaptado por Wolverine.

### Genosha
Charles Xavier abandonou sua escola e deixou Ciclope como diretor. Passou a morar na nação mutante Genosha ao lado de seu amigo Magneto e de outros aliados com objetivo de reerguer a nação.
Até que Feiticeira Escarlate enlouqueceu e enfrentou todos os Vingadores acabando com a equipe e matando alguns dos integrantes. Seu pai, Magneto, ao descobrir o que estava acontecendo a resgata e leva para Genosha para ser tratada por Charles Xavier. Porém Wanda faz Xavier desaparecer

### Segredos revelados
Xavier só retorna quando descobre que seus alunos estavam em grande risco ao enfrentar Perigo, a sala de perigo que se rebelou. Os X-Men descobrem que Xavier sempre soube que a sala era uma entidade viva, mas que ignorou e a explorou com seu objetivo de treinar seus alunos mutantes. Essa exploração a um ser vivo não foi bem vista pelos alunos. Onde muitos se decepcionaram com ele, principalmente Scott Summers.
Após os eventos de Dinastia M, Xavier perde seus poderes e, como efeito colateral, recobra o uso das pernas. Em seguida, Um outro grande segredo é revelado. É descoberto pelos X-Men que uma outra equipe de X-Men foi enviada para Krakoa e morta ao tentar salvar a equipe original, e na equipe estava, inclusive, Gabriel Summmers (O Vulcano), o terceiro irmão  de Scott que Xavier simplesmente apagou de sua memória.
Esses dois segredos descobertos mostra que Xavier não é uma pessoa transparente e justa como sempre acharam. E que é capaz de manter uma grande farsa a qualquer preço para sustentar seus sonhos. Ciclope, o novo diretor do Instituto, indignado, simplesmente o expulsa da Mansão o homem que morou sua vida inteira lá.
Um de seus segredos ainda não descobertos é a sua participação nos Illuminati que, entre outros feitos enviou o Hulk para o espaço.
Xavier seleciona alguns X-men que ainda estavam ao seu lado e juntos vão a uma longa missão no espaço para tentar deter Vulcano. Vulcano tenta matar o Professor arremessando-o dentro do cristal M’Kraan, Darwin o resgata de dentro do cristal. teve como efeito colateral o retorno dos seus poderes.
Quando Hulk volta para a Terra, mais forte e mais furioso do que jamais esteve, prometeu se vingar de todos os integrantes do Illuminati. Quando chegou a vez de Xavier, todas as equipes X vieram defendê-lo e mesmo assim não foi o bastante, Hulk derrotou todas as equipes de mutantes só não matou Xavier pois viu que a morte seria uma bênção; continuar vivo, depois de tantas mentiras e mortes que seu sonho causou, é seu maior castigo.

### Legado
Professor quase morre após ser atingido por um tiro de Bishop na cabeça destinado a Cable, é resgatado pelos Acólitos  e fica em coma por dias. Sendo salvo por Exodus, e recuperado do coma pela Sentinela Ômega e por Magneto.
Agora várias partes de sua memória estão perdidas. Sem a ajuda dos seus X-Men, ele está avido para desobrir seu lugar na nova realidade mutante.
Em busca de suas memórias perdidas, encara sua conturbada infância, com a ajuda das lembranças de seu amigo da época, Carter Ryking -que se encontra num hospital psiquiátrico- lembra dos testes a que fora submetido pelo Dr. Milbury e percebe que era que o Sr. Sinistro desde o início. Gambit e Sereia o salvam de uns assassinos que pretendiam matar Xavier. Inicialmente Xavier não reconhece Gambit, mas logo as memórias do antigo x-man e de sua filha inundam sua mente. Xavier consegue impedir o Sr. Sinistro de renascer em seu corpo, e agora retorna a buscar a lacunas de seu passado perdido.
Seu próximo passo foi reencontrar Scott Summers, seu primeiro x-man que anda decepcionado com ele. Depois de ouvir que formou um exército para lutar sua guerra, Xavier responde que os inimigos teriam surgido da mesma forma e seu treinamento os manteve vivos mas teve que reconhecer como a arrogância de se achar no direito de interferir nas mentes alheias sem permissão já o levou várias vezes ao erro. Em seguida, Emma Frost invade sua mente mostrando ainda mais seus erros do passado. Arrasado Xavier parte e cumprimenta Scott dizendo que deixou os X-Men em boas mãos.

### Dinastia M
Durante o período em que a Feiticeira Escarlate tornou-se insana, o Professor Xavier e Magneto tentaram ajudá-la de todas as formas possíveis e, após Wanda despoderizar a maioria dos mutantes do Universo, o professor Charles Xavier perdeu suas habilidades, sendo assim os X-Men perderam seu membro de maior importância. Recentemente, Ciclope tornou-se líder do grupo, e o Instituto Xavier já não existe mais.

## Cristal M'Kraan
Entrando em contanto com o cristal M'Kraan, o Professor Xavier recupera suas habilidades psíquicas recentemente.

## Morte
No último capitulo da mega saga Vingadores vs. X-Men, o Professor Xavier, foi assassinado por Ciclope, que havia ganho os poderes da Fênix, na qual, o corrompeu tornando-o a Fênix Negra.
Reviveu na saga Surpreendentes X-men.

## Poderes e habilidades
Professor X é um mutante nível ômega, sendo ele o telepata mais poderoso do universo marvel (só atrás da Jean Grey quando ela está na forma Fênix ). Professor X é capaz de ler os pensamentos de outros ou projeta seus próprios pensamentos, dentro de um raio de aproximadamente 250 milhas (400 km), mas com grande esforço e utilizando todo o seu potencial, seus poderes ficam numa escala global. Ele pode aprender línguas estrangeiras através da leitura de língua localizada no centros do cérebro de alguém, e alternadamente "ensinar" outras línguas, para outras pessoas. Também pode controlar a memória e os pensamentos de outras pessoas, conseguindo vê-las, apagá-las e até dar memórias falsas. Charles também tem uma telecinesia de baixo nível podendo levitar pequenos objetos e nada mais.Charles é um mundialmente renomado geneticista, um especialista em mutação, possui grande conhecimento das ciências da vida. Ele é a principal autoridade sobre genética, mutação, e poderes psiquicos, e possui grande expertise em outras ciências da vida. Ele possui um Ph.D. em genética, biofísica, e psicologia. Ele é muito talentoso na concepção de equipamento para utilizar e reforçar poderes psiônicos.

## Em outras mídias

### Desenhos Animados
- Aparece nas séries animadas Marvel Super Heroes, Spider-Man and His Amazing Friends, X-Men: The Animated Series, X-Men: Evolution, Wolverine and the X-Men, Marvel Anime: X-Men, Esquadrão de Heróis e X-Men '97.

### Filmes
- Na trilogia original da série de filmes X-Men, Xavier foi interpretado pelo ator Patrick Stewart, a trilogia original é composta por X-Men: O Filme (2000), X-Men 2 (2003) e X-Men: O Confronto Final (2006), além de uma participação especial na cena pós-crédito de Wolverine: Imortal (2013) e no fim de X-Men Origens: Wolverine (2009).

- Em 2011, foi lançado X-Men: Primeira Classe (2011), que conta o início do grupo e foi interpretado por James McAvoy.
- Em 2014, foi lançado o filme X-Men: Dias de Um Futuro Esquecido (2014), que une a trilogia original onde Xavier já é um consagrado mutante e o Primeira Classe onde ele está começando sua carreira na militância mutante, foi representado pelos 2 atores tanto por Patrick Stewart quanto por James McAvoy em cronologias diferentes que se alternam durante o filme.
- Em 2016, foi lançado o filme X-Men: Apocalipse (2016) que conta a história do vilão consagrado dos X-Men, Apocalipse interpretado por Oscar Isaac enfrentando os X-men liderados por James McAvoy.
- Em 2017, Xavier fez uma grande participação em Logan (filme) no qual vemos um mutante com a idade avançada e com doença que trás perda total do controle de seus poderes. Patrick Stewart que interpretou o personagem disse também se despede do personagem no cinema.
- Em 2019, foi lançado o filme X-Men: Dark Phoenix (2019), que conta a história de Jean Grey / Fênix Negra, último filme de James McAvoy interpretando Charles Xavier.
- Em 2022, foi lançado o filme Doctor Strange in the Multiverse of Madness (2022) do Universo Cinematográfico Marvel, onde Charles Xavier da Terra-838 e interpretado por Patrick Stewart aparece como membro dos Illuminati.
- Patrick Stewart foi anunciado para reinterpretar Charles Xavier junto com outros atores antigos da série de filmes X-Men para o futuro filme Avengers: Doomsday (2026).

### Séries de Televisão
- Charles Xavier aparece na série de televisão Legion (2017-2019), interpretado por Harry Lloyd.

### Videogames
- Aparece nos jogos X-Men (videogame), X-Men Legends, X-Men Legends: Rise of Apocalypse, X-Men: Mutant Apocalypse, Marvel: Ultimate Alliance e Marvel: Avengers Alliance.